# Ulica Retoryka w Krakowie
Ulica Retoryka – ulica w Krakowie, w dzielnicy I Stare Miasto, na Nowym Świecie. Stanowi przedłużenie ulic Wenecja oraz Garncarskiej, a rozpoczyna się na skrzyżowaniu z ulicą Józefa Piłsudskiego. Prowadzi do ulicy Zwierzynieckiej i ulicy Powiśle.
Ulica biegnie przez teren dawnej posiadłości, nazywanej Ossolińszczyzna bądź Retoryka. Na początku XVII wieku stał tu dwór; w połowie tego stulecia Ossolińscy założyli tu jurydykę Retoryka, zniesioną w 1801 roku. 
Została wytyczona w 1883 na zachodnim brzegu rzeki Rudawy, obecna nazwa od 1890. Zabudowę rozpoczęto ok. 1887, pierwotnie na prawym brzegu rzeki. Lewy brzeg zajmowały początkowo stare, parterowe domy stojące bezpośrednio nad brzegiem rzeki, zasypanej na tym odcinku w latach 1910–1912 (na budynku „Sokoła” u zbiegu z Piłsudskiego pamiątka po dawnych powodziach: znak wysokiej wody z 12 VII 1902). Na miejscu zasklepionego koryta powstała zadrzewiona aleja rozdzielająca dwa trakty ulicy.
Nazwa Retoryka pochodzi od istniejące w tej okolicy w XVII wieku jurydyki (folwarku).
Krakowscy radni przyjęli w dniu 18 lutego 2021 roku uchwałę o nadaniu fragmentowi zieleńca między jezdniami ulicy pomiędzy skrzyżowaniami z ul. J. Piłsudskiego i z ul. Smoleńsk nazwy „Skwer Praw Kobiet”.

## Zabudowa
Budynki znajdujące się przy ulicy to głównie kamienice czynszowe powstałe na przełomie XIX i XX wieków.

## Kamienice Talowskiego
Przy ulicy Retoryka (pod numerami 1, 3, 7, 9 i 15) znajduje się zespół kamienic, zaprojektowanych pod koniec XIX wieku przez architekta Teodora Talowskiego:
- nr 1 – Kamienica Pod śpiewającą żabą, 1890. Budynek utrzymany jest w stylu nawiązującym do renesansu północnego i wykonany z jasnego kamienia kontrastującego z cegłą. Zdobi go rzeźba muzykującej żaby, umieszczona na fasadzie. Jest to nawiązanie do rechotu żab, jaki było słychać w okolicy (środkiem ulicy płynęła Rudawa) oraz z przeznaczeniem budynku (była to szkoła muzyczna)[1].
- nr 3 – 1891.
- nr 5 – 1887 Talowski (?)
- nr 7 – Festina lente, 1887. Fasada jest asymetryczna, zbudowana z różnych materiałów. Znajdują się na niej inskrypcje: Festina lente (Spiesz się powoli) i Ars longa vita brevis (Życie (jest) krótkie, sztuka długotrwała) oraz kartusz z nazwiskiem autora i tarcza herbowa. Do kamienicy dobudowano w 1929 roku trzecie piętro, wtedy też zniszczono oryginalny portal[1].
- nr 9 – Faber est suae quisque fortunae (Kamienica Pod Osłem), 1891. Dom własny Talowskiego. Na fasadzie znajduje się głowa osła, która nawiązująca do inskrypcji, nawołującej do upartego dążenia do celu (Każdy jest kowalem swojego losu)[2].
- nr 15 z sentencją Długo myśl – prędko czyń, 1888.

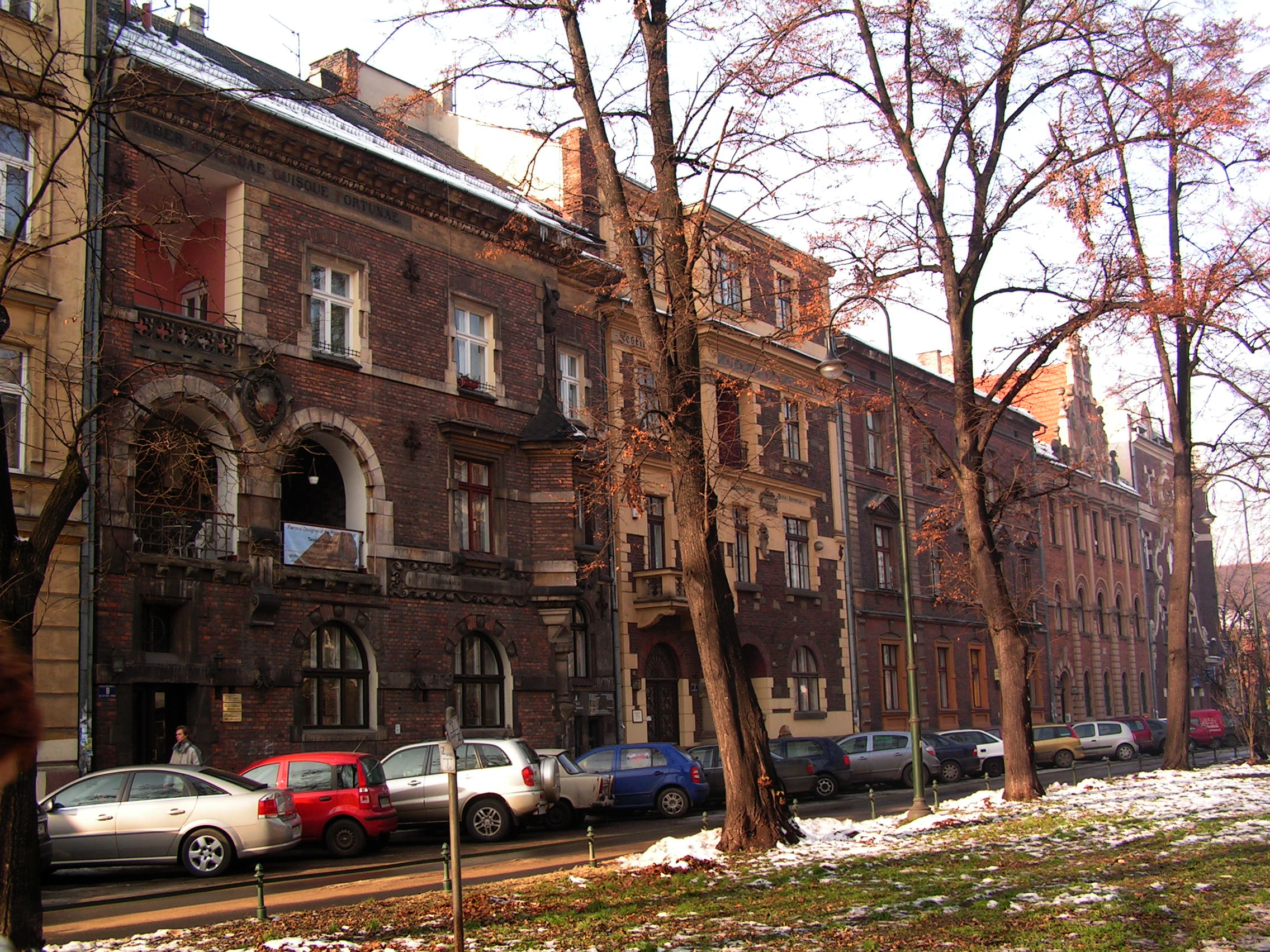
ul. Retoryka od 1 do 9
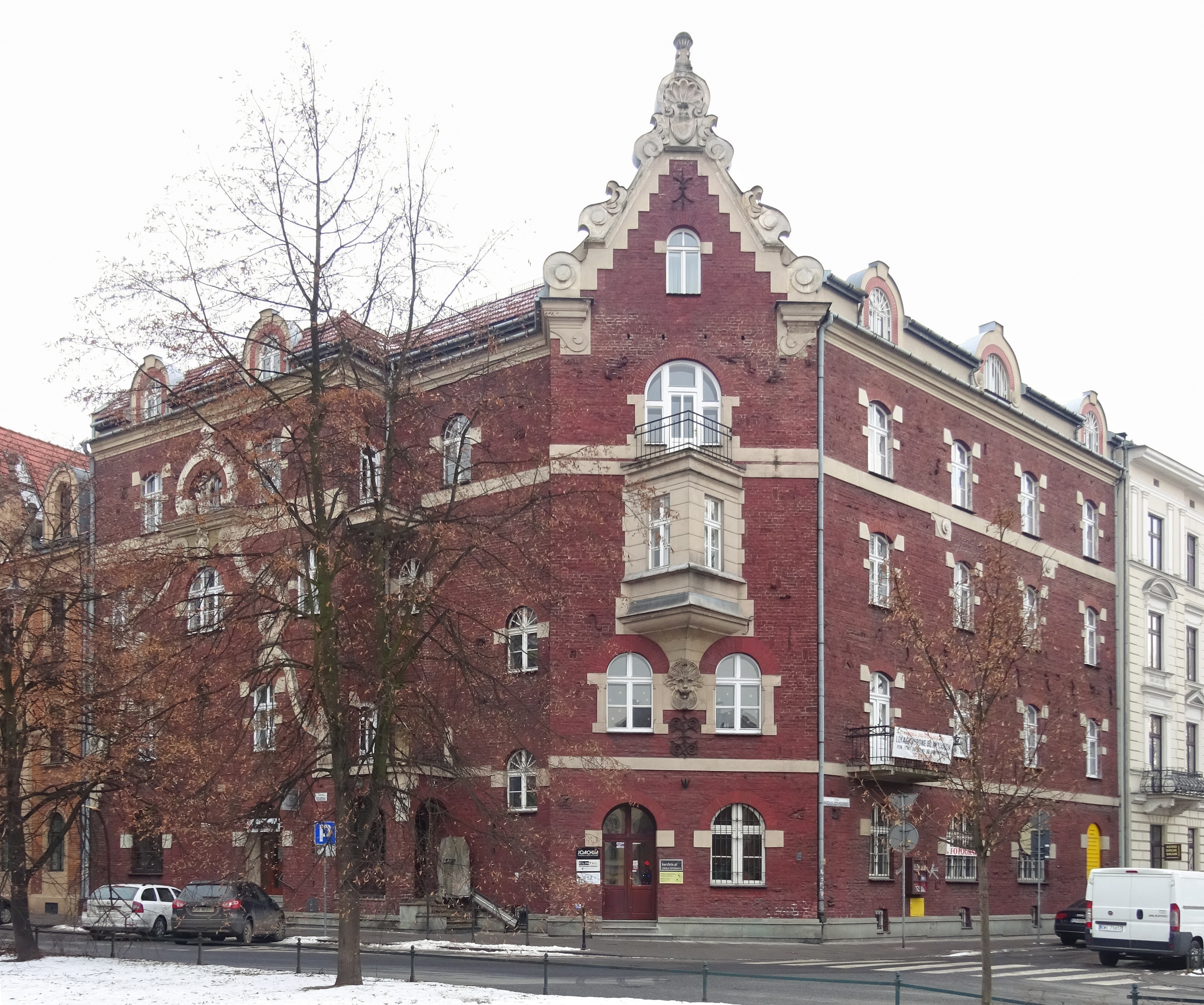
ul. Piłsudskiego 26 (ul. Retoryka 1) Pod śpiewającą żabą.
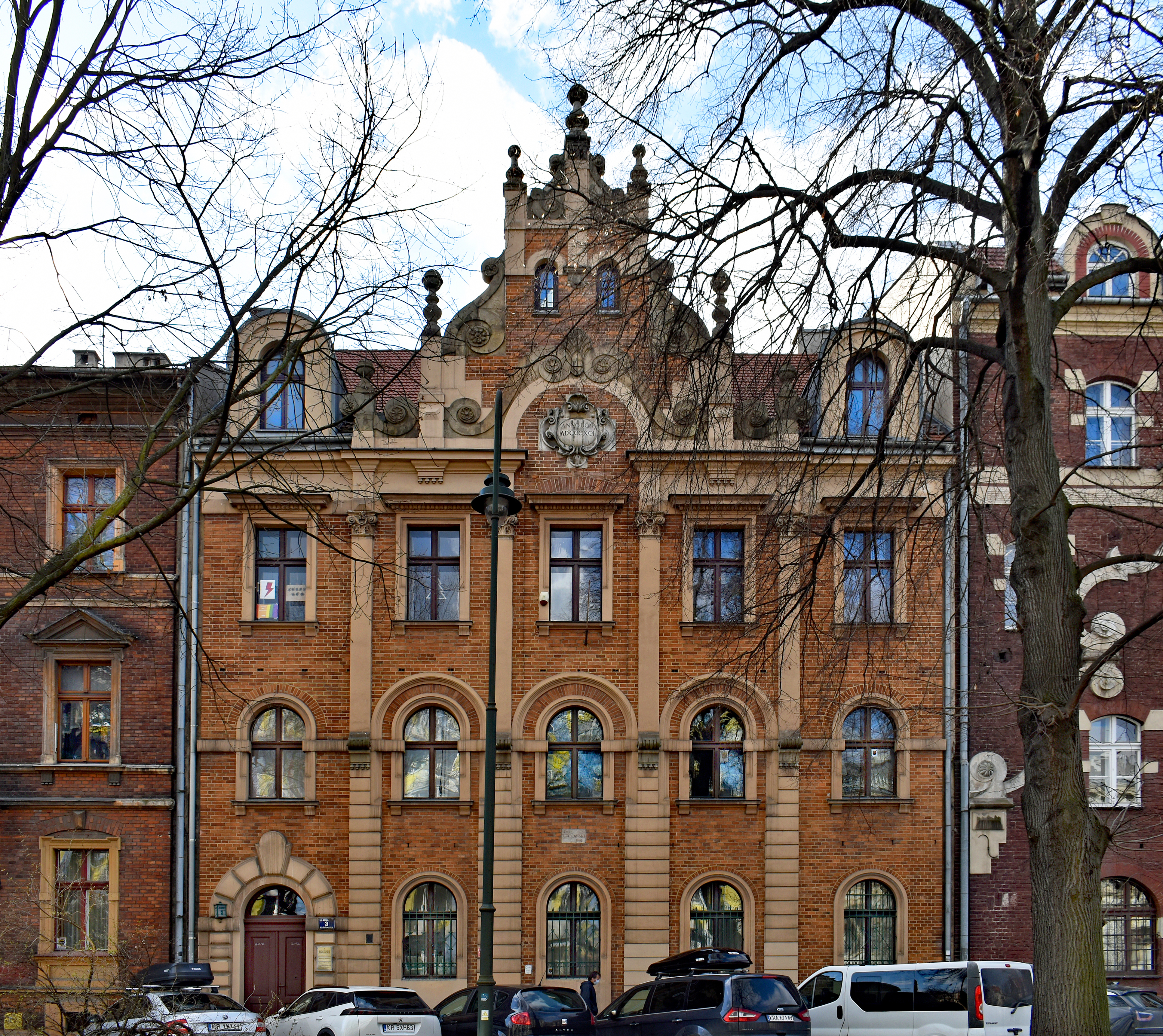
ul. Retoryka 3
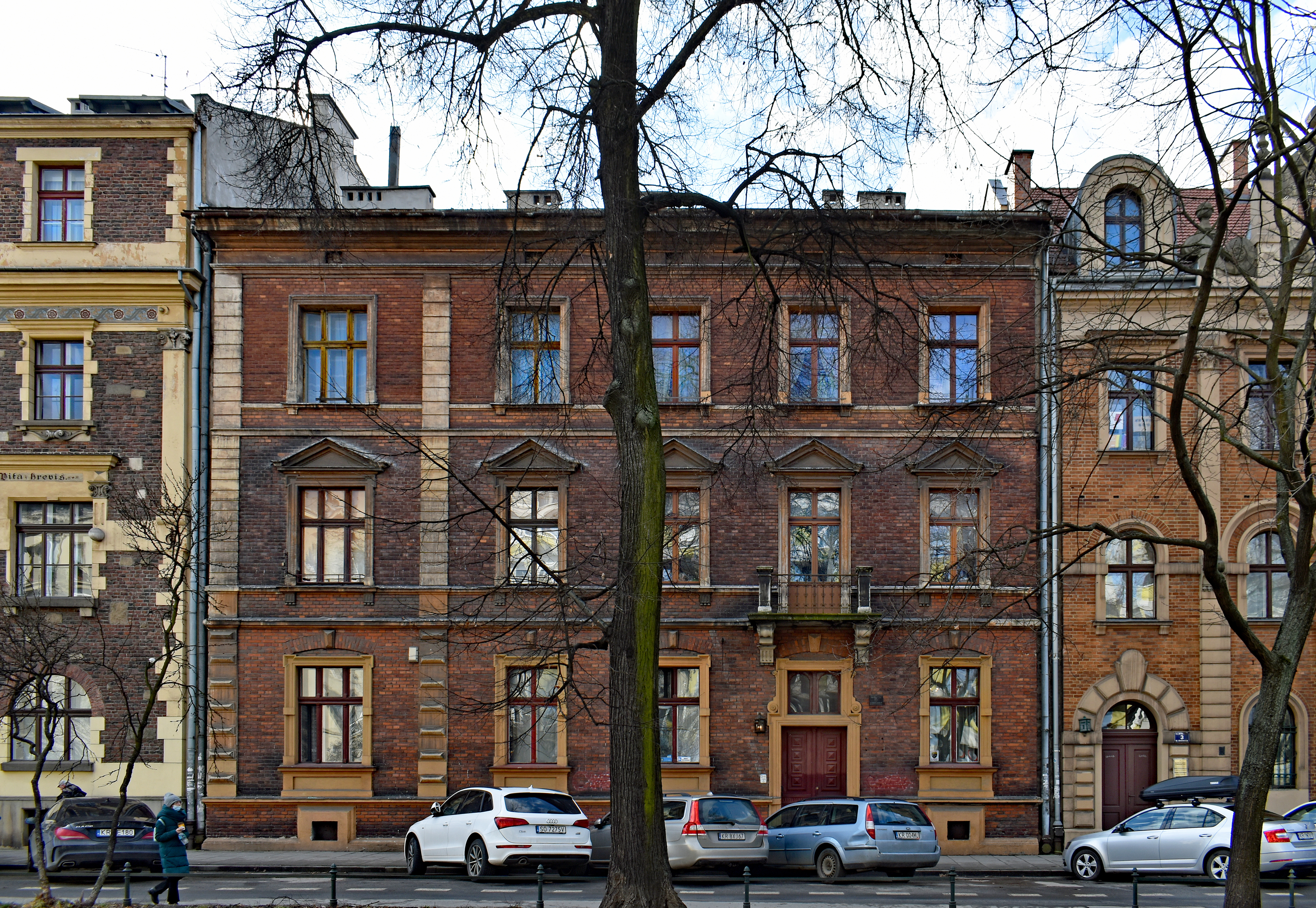
ul. Retoryka 5 Talowski (?)
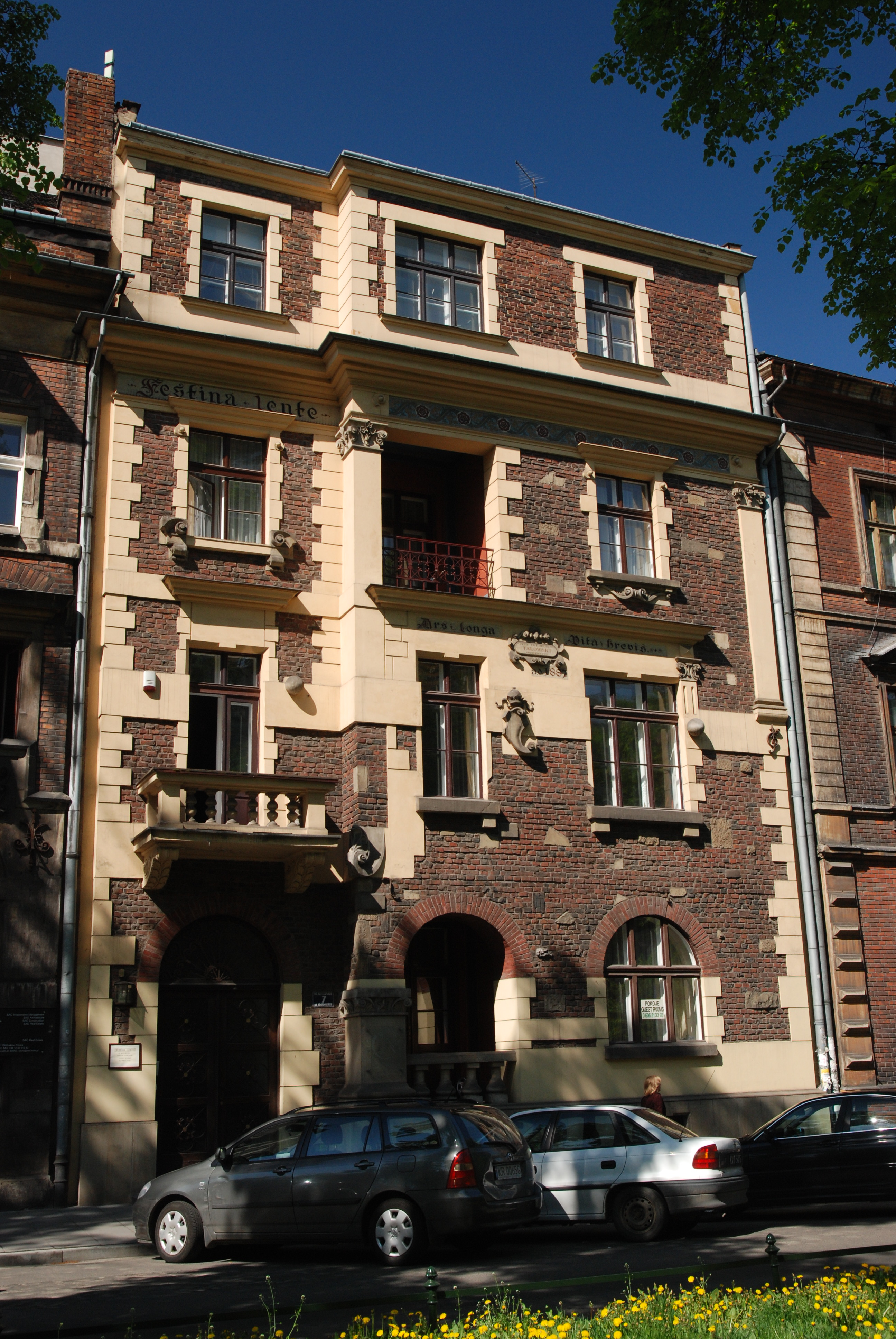
ul. Retoryka 7 Kamienica Festina lente.
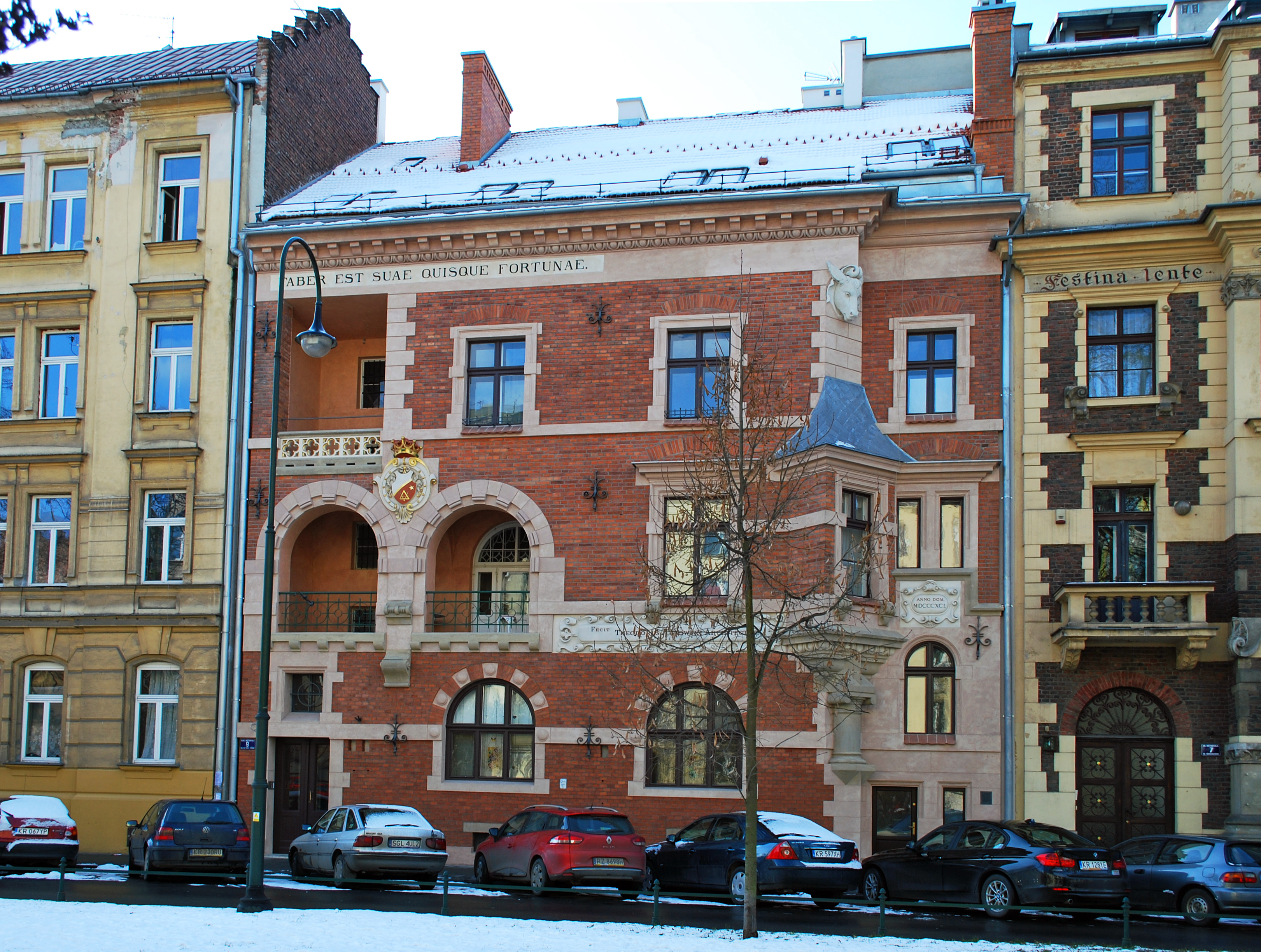
ul. Retoryka 9 Kamienica pod Osłem.
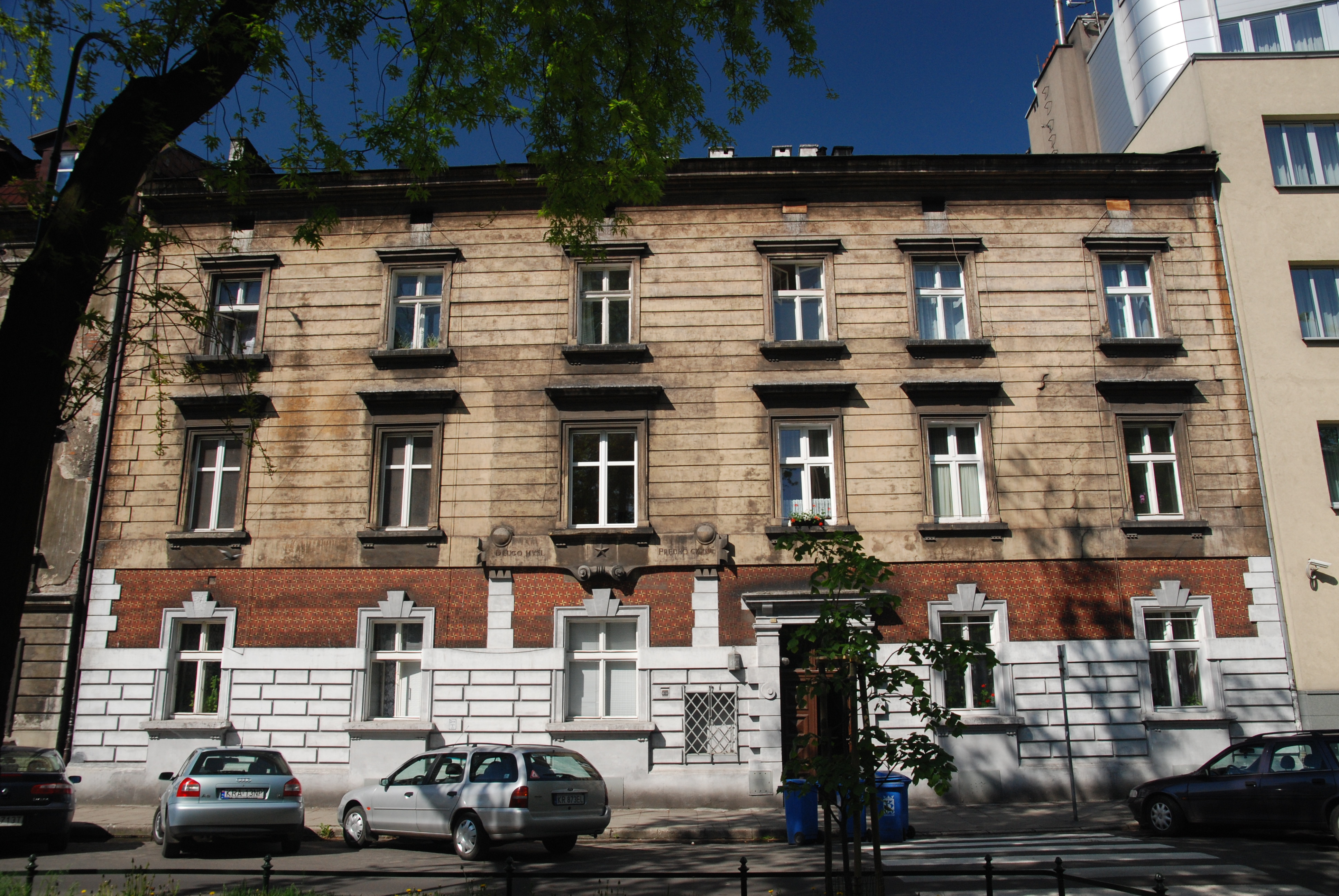
ul. Retoryka 15

## Inne domy
Oprócz tych domów, przy ulicy znajdują się także:
- nr 4 – Dom stu balkonów (lub Dom o stu balkonach) z 1962[3], zaprojektowany przez Bohdana Lisowskiego.
- nr 10 – Dom Egipski, którego nazwa pochodzi od nieistniejących dziś figur faraonów oraz od bram wejściowych w formie pylonów egipskich świątyń z drzwiami na których wyrzeźbiono kwiaty lotosu i symbole egipskiego boga Horusa.
- nr 16 – dom projektu Wiesława Nowakowskiego we współpracy z Martą Pilszczek[4]. Przykład architektury późnego postmodernizmu[5].

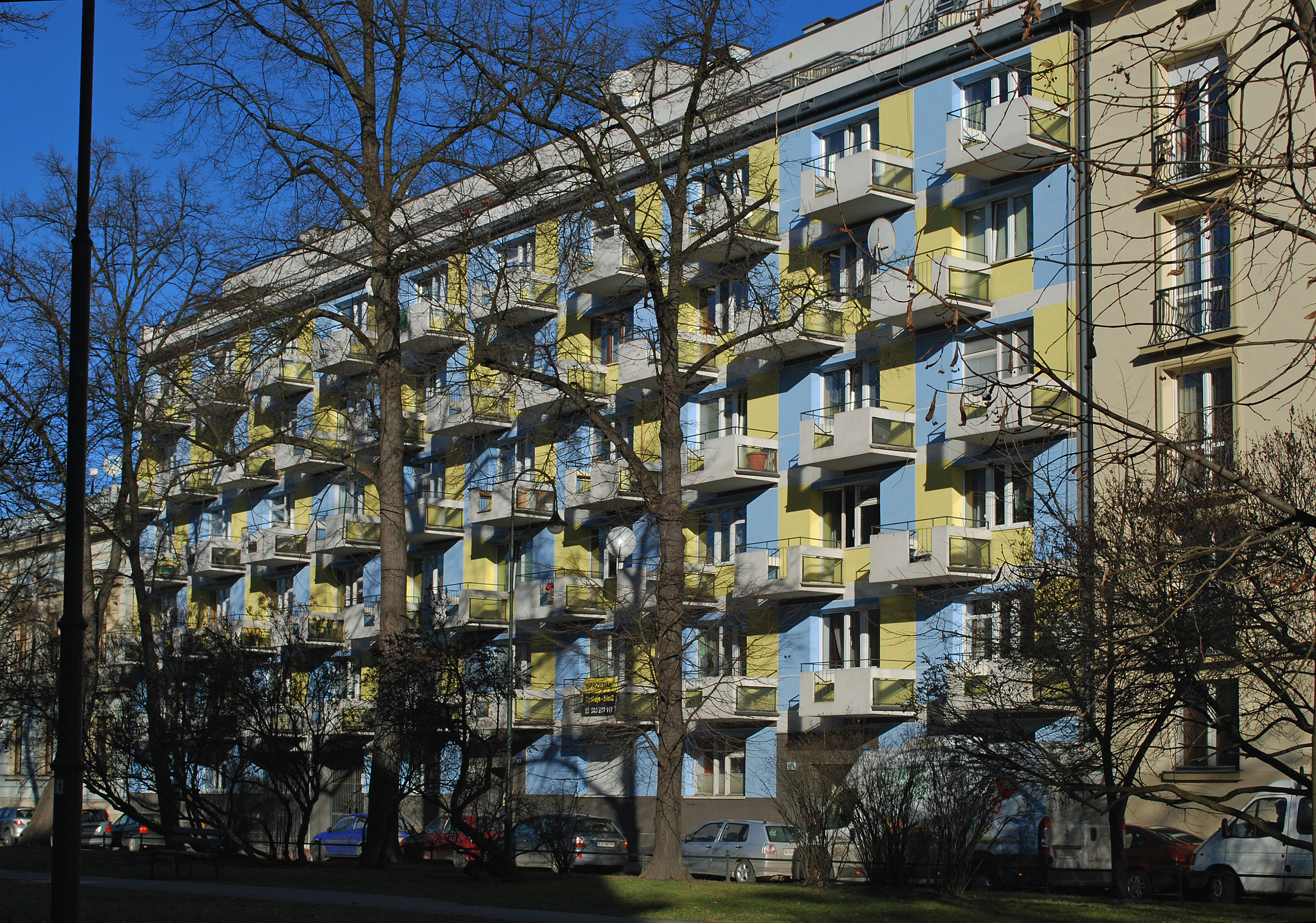
ul. Retoryka 4, 4a, 4b Dom Stu Balkonów
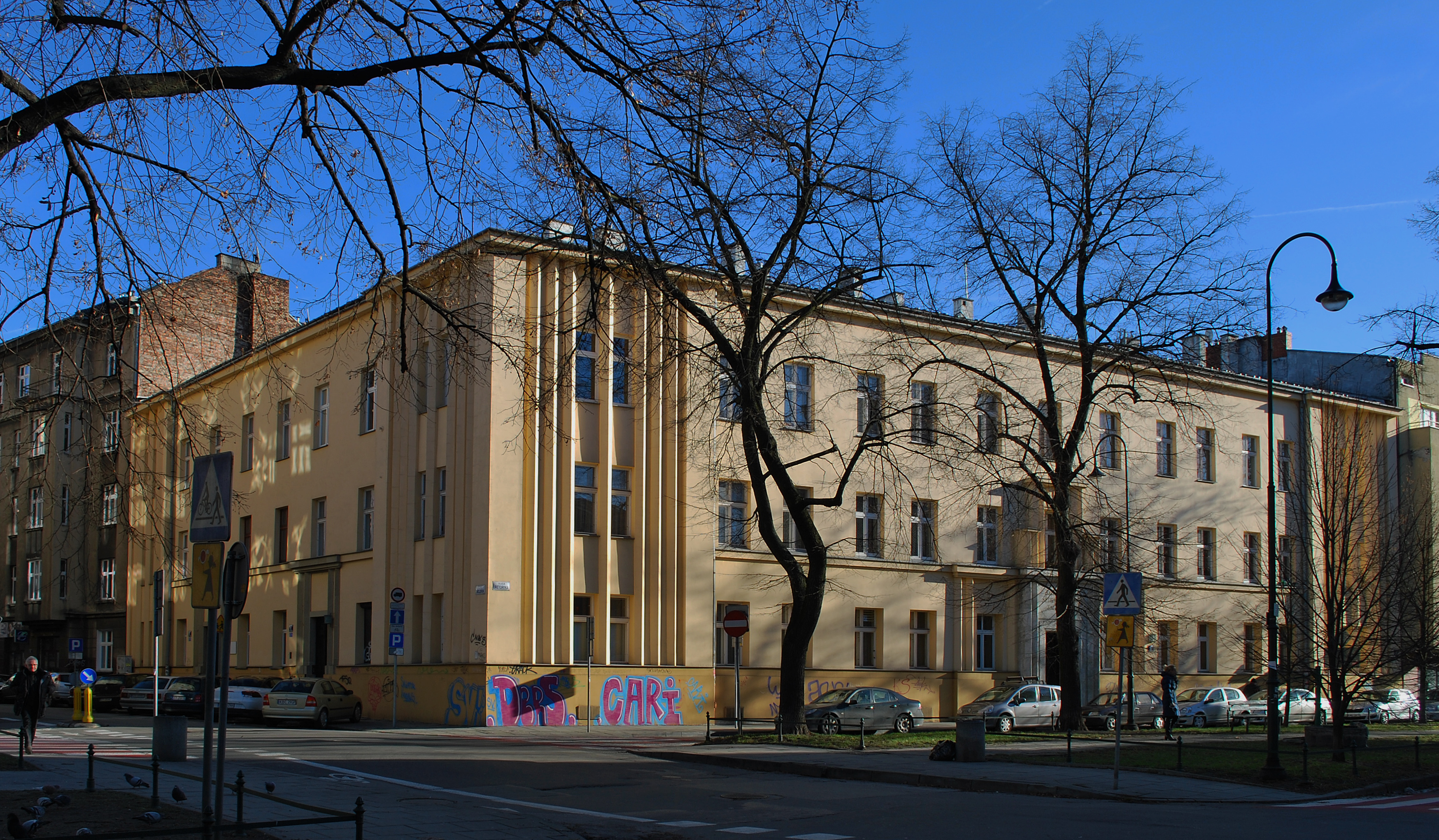
ul. Retoryka 10 Dom Egipski
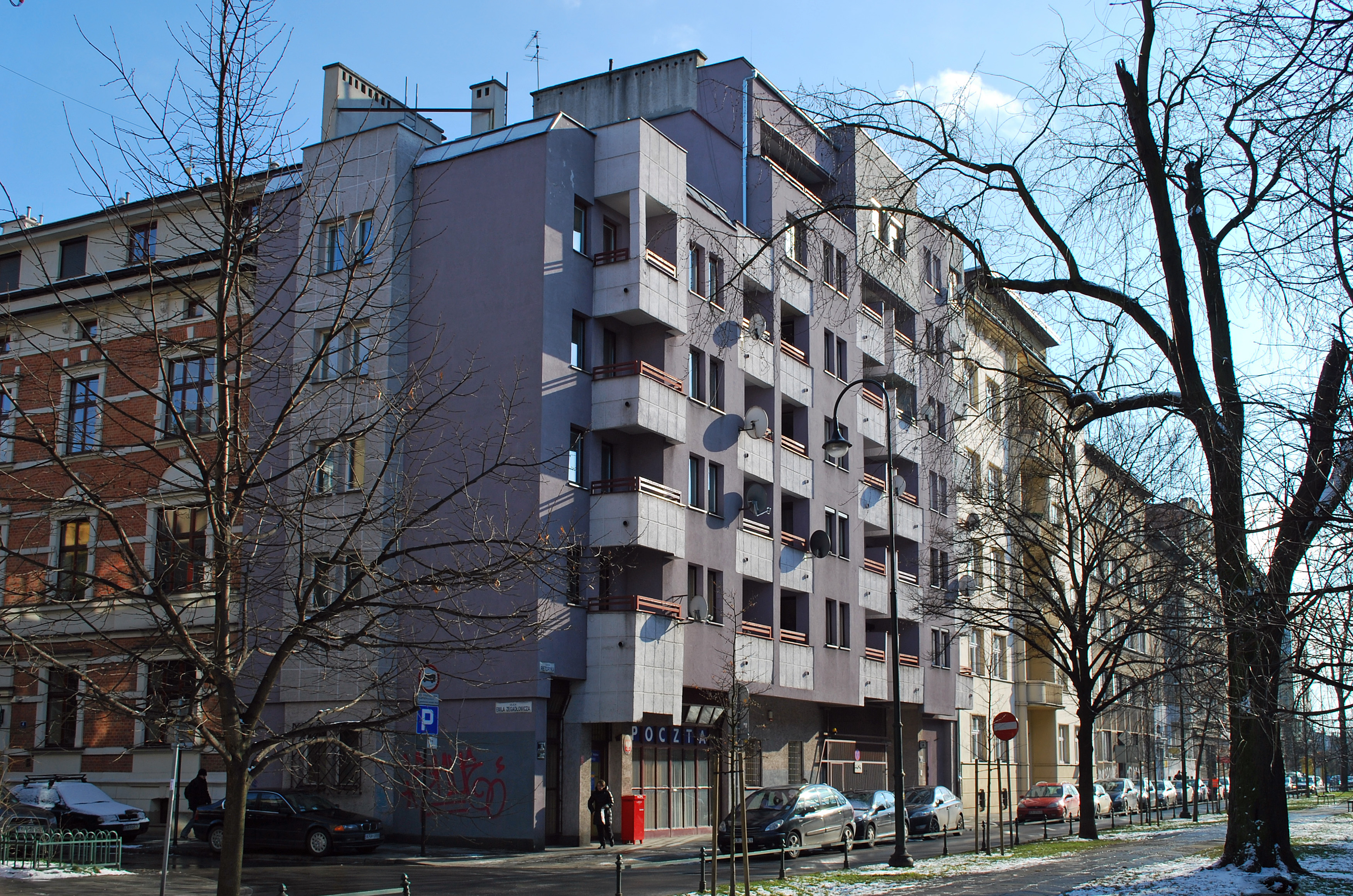
ul. Retoryka 16
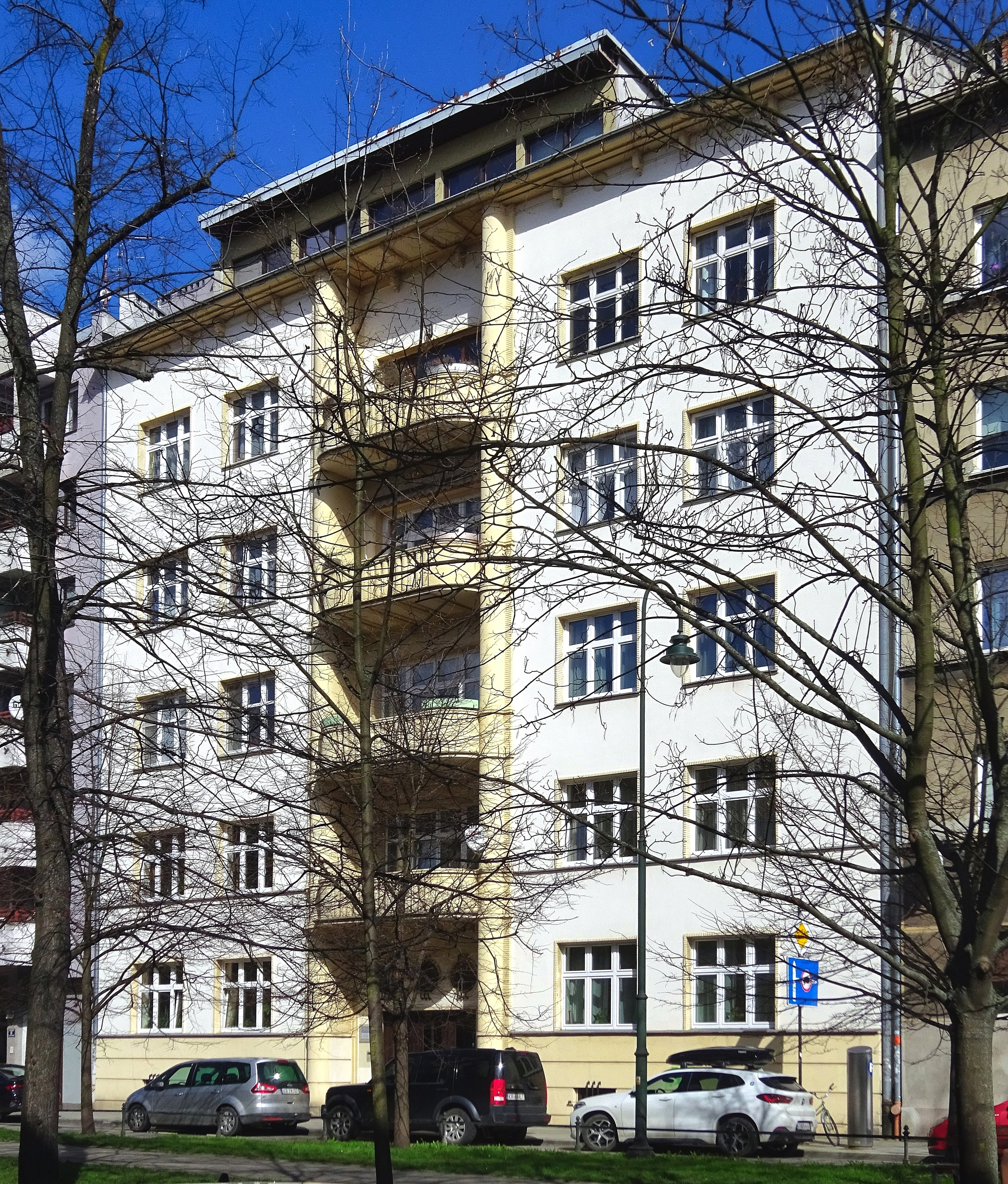
ul. Retoryka 18 Kamienica (proj. Alfred Duentuch, 1934)
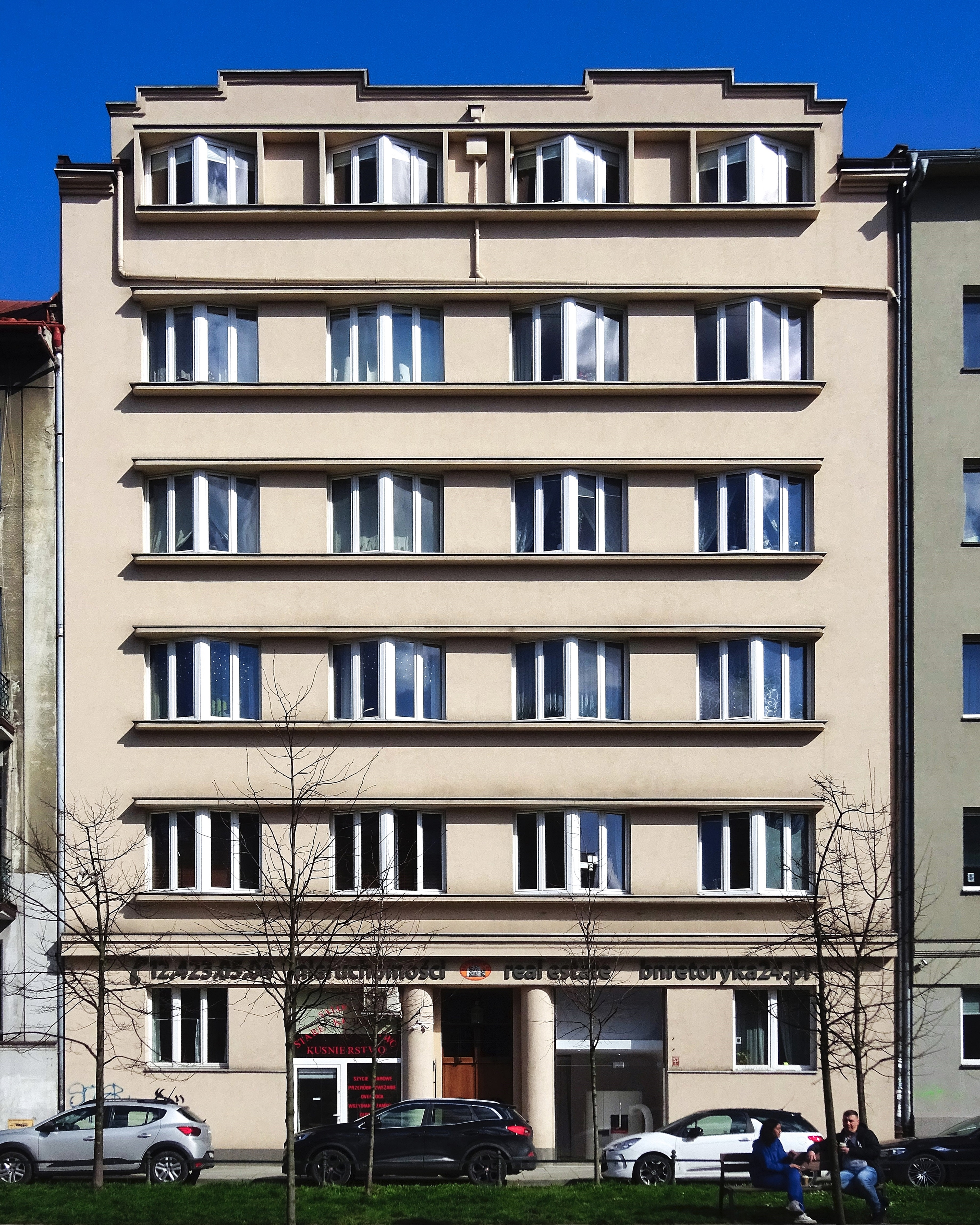
ul. Retoryka 24 Kamienica (proj. Józef Gołąb, 1933)
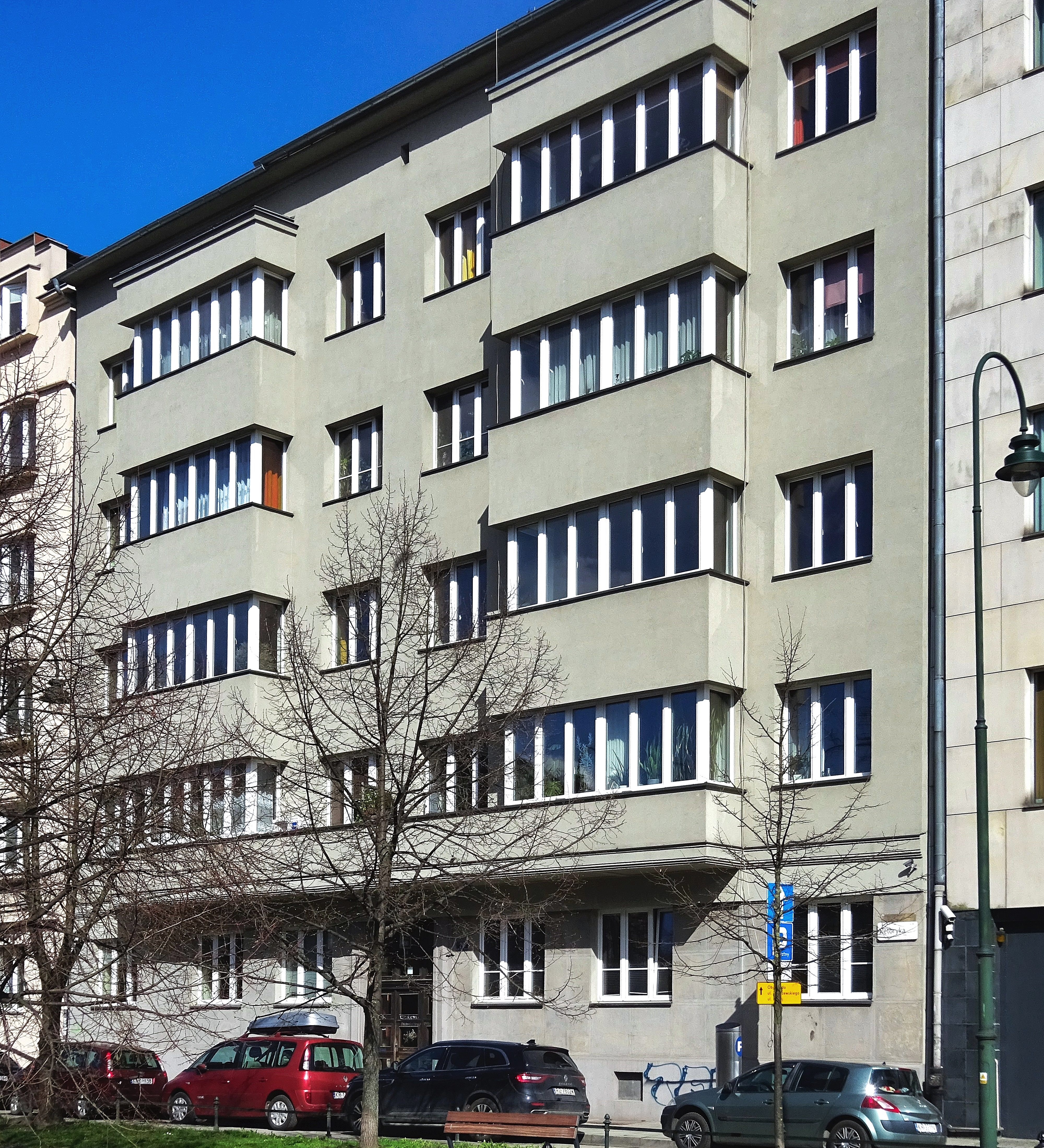
ul. Retoryka 26 Kamienica (ok. 1934)
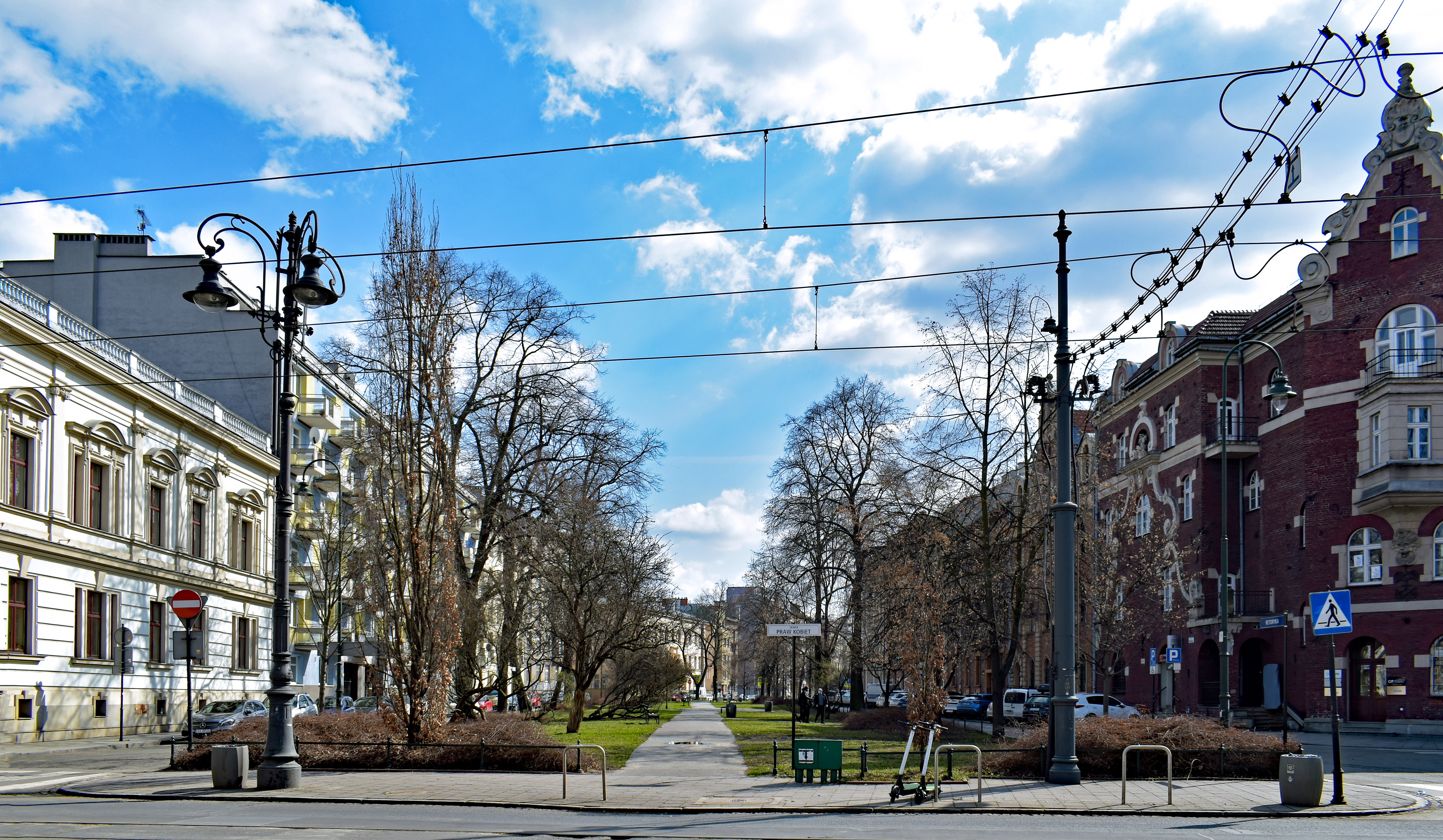
Skwer Praw Kobiet.